# Phobophorus
Phobophorus is een geslacht van kevers uit de familie van de loopkevers (Carabidae). De wetenschappelijke naam van het geslacht is voor het eerst geldig gepubliceerd in 1850 door Motschulsky.

## Soorten
Het geslacht Phobophorus is monotypisch en omvat slechts de volgende soort:
- Phobophorus paccatus Motschulsky, 1850